# Beřovice
Beřovice település Csehországban, a Kladnói járásban. Beřovice Slaný, Hobšovice, Žižice, Zlonice és Dřínov településekkel határos. Lakosainak száma 389 fő (2024. január 1.).

## Népesség
A település lakosságának változását az alábbi diagram mutatja:
| Lakosok száma | 578  | 713  | 692  | 453  | 326  | 363  | 346  | 378  | 388  | 389  |
|               | 1869 | 1900 | 1921 | 1961 | 1980 | 2011 | 2016 | 2019 | 2021 | 2024 |